# Meddle
Meddle é o sexto álbum de estúdio da banda inglesa de rock progressivo Pink Floyd, lançado em 31 de Outubro de 1971 pela Harvest Records. Foi produzido entre os concertos agendados do grupo, de Janeiro de Agosto de 1971. O álbum foi gravado em diferentes locais de Londres, como os Abbey Road Studios e os Morgan Studios.
Sem composições para trabalhar e sem uma ideia clara acerca da direcção em que o álbum devia seguir, o grupo decidiu experimentar novas abordagens que acabaram por dar origem a Echoes.  Embora muitos dos álbuns seguintes tivessem por base um tema central unificador, com letras escritas quase exclusivamente por Roger Waters, Meddle representou um esforço conjunto em que cada membro contribuiu com letras, e é considerado um álbum de transição entre as influências de Syd Barrett do final dos anos  1960 e os "novos" Pink Floyd. A capa, elaborada pela Hipgnosis, mostra uma fotografia em grande plano de uma orelha debaixo de água, embora Storm Thorgerson não tenha ficado satisfeito com o resultado final.
O álbum foi bem recebido pelos críticos musicais quando do seu lançamento. Contudo, apesar de ter tido sucesso comercial no Reino Unido, a falta de publicidade por parte da delegação da gravadora nos Estados Unidos resultou em poucas vendas neste país quando o álbum foi comercializado.

## Gravação
No regresso de uma digressão pelos Estados Unidos e Inglaterra para divulgação do álbum Atom Heart Mother, no início de 1971 os Pink Floyd começaram a trabalhar em novo material nos Abbey Road Studios em Londres. Nessa altura, Abbey Road estava equipada apenas com equipamentos de gravação de oito faixas, os quais eram insuficientes, de acordo com o grupo, para as necessidades crescentes do seu projecto. Assim, transferiram algumas partes musicais, como a abertura de Echoes, para uma fita de 16 faixas em pequenos estúdios em Londres (AIR e Morgan em West Hampstead) e continuaram a trabalhar com a vantagem de terem à sua disposição equipamento de gravação mais flexível. Os engenheiros de som John Leckie e Peter Bown gravaram as principais de Abbey Road e AIR, enquanto que, para pequenos trabalhos em Morgan, Rob Black e Roger Quested trataram desses arranjos.
Na ausência de um tema central para o novo álbum, a banda utilizou diversos métodos experimentais numa tentativa de dar um ânimo ao seu processo criativo. Uma das experiências era cada um dos membros do grupo gravar algo numa faixa independente, sem saber o que os outros estavam a fazer. Os tempos eram aleatórios, mas os acordes tinham sido combinados entre o grupo, e os ritmos e a natureza das músicas eram definidas como "os primeiros dois minutos eram românticos, e os dois seguintes mais rápidos". Cada secção gravada estava identificada com um nome, mas o processo era pouco produtivo; após várias semanas, ainda não havia qualquer música completa criada.
Leckie também trabalhou nos álbuns de George Harrison, All Things Must Pass, e de Ringo Starr, Sentimental Journey, e foi contratado para ser operador das fitas de gravação em Meddle, em parte pela sua tendência por começar a trabalhar logo de manhã. Leckie referiu que as sessões dos Pink Floyd começavam, habitualmente, à tarde e só terminavam na manhã seguinte, "altura em que nada ficava feito. Não havia qualquer contacto com a editora, excepto quando o gestor aparecia com umas garrafas de vinho e uns charros." A banda passava longos períodos a trabalhar em sons simples, ou num riff específico de guitarra. Também passaram muitos dias nos estúdios AIR tentando compor utilizando objectos caseiros, uma experiência que seria repetida entre os seus álbuns seguintes, The Dark Side of the Moon e Wish You Were Here.
No seguimento destas primeiras experiências – com o nome de Nothings – o grupo criou Son of Nothings, que foi seguida de Return of the Son of Nothings – o título inicial do novo trabalho. Um destes primeiros trabalhos envolveu a utilização do piano de Richard Wright. Wright tinha trabalhado numa nota apenas com um altifalante Leslie, produzindo um som semelhante ao do "ping" de um sonar de submarino. A banda tentou, por diversas vezes, recriar este som em estúdio mas sem sucesso, e assim, a versão demo acabou por ser utilizada na composição que se chamaria Echoes, misturada quase exclusivamente nos estúdios AIR. Juntamente com a guitarra de David Gilmour o grupo conseguiu desenvolver a música, acrescentando efeitos de som acidentais (tais como a ligação do pedal wah-wah à guitarra de Gilmour). De forma diferente de Atom Heart Mother, os novos equipamentos com faixas múltiplas do estúdio, permitiram-lhes criar a música por fases, ao invés de a tocarem num único take. O resultado final, uma música de 23 minutos, acabou por ocupar o lado B do álbum.
One of These Days foi desenvolvida à volta de um ostinato de baixo criado por Roger Waters, utilizando uma aparelho de efeitos de ecos, um Binson Echorec. A linha criada pelo baixo foi tocada por Waters e Gilmour com a utilização de duas guitarras-baixo, uma com cordas velhas. A intervenção sombria do baterista Nick Mason com a frase One of these days I'm going to cut you into little pieces ("Um dia destes vou cortar-te aos pedacinhos") foi gravada em dupla velocidade com uma voz em falsetto, e introduzida na música em velocidade normal.
Meddle foi gravada entre vários concertos agendados da banda, e a sua produção estendeu-se por um longo período de tempo. O grupo gravou na primeira quinzena de Abril de 1971, sendo a segunda metade desse mês ocupada com concertos em Doncaster e Norwich antes de retomar as gravações. Em Maio, dividiram o tempo entre sessões em Abbey Road, e em ensaios e concertos em Londres, Lancaster, Stirling, Edimburgo, Glasgow e Nottingham. Os meses de Junho e Julho foram passados a tocar em vários locais da Europa. O mês de Agosto foi passado no Médio Oriente e Austrália, Setembro na Europa, e Outubro e Novembro nos Estados Unidos. No mesmo período, o grupo também produziu Relics, uma compilação dos primeiros trabalhos dos Pink Floyd. Uma versão quadrifónica do álbum foi preparada nos Command Studios em 21 e 26 de Setembro, mas permanece por comercializar.

## Composição
Embora as faixas do álbum sejam caracterizadas por diferentes estilos e emoções, Meddle é considerado como um trabalho mais coeso que o antecessor de 1970, Atom Heart Mother. O instrumental One of These Days é seguido de A Pillow of Winds, um tema que, dos poucos da carreira do grupo, fala de amor, é calmo e acústico. A ligação destas duas músicas é feita com recurso a efeitos sonoros que simulam vento, antecipando a técnica que mais tarde seria utilizada em Wish You Were Here. O título de A Pillow of Winds foi inspirado pelos jogos de Mahjong que Waters, Mason e as respectivas esposas faziam, enquanto estavam no sul da França.
A canção Fearless faz uso de gravações do coro do Liverpool F.C. a cantar You'll Never Walk Alone, o seu hino, que faz a transição para o fim da música num fade reverberado. San Tropez, por contraste, é uma música pop com influências de jazz, tocada num ritmo swing, composta por Waters no seu crescente estilo jovial e extemporâneo de escrever musicas. A música foi inspirada pela viagem do grupo ao sul de França em 1970. Neste álbum, os Pink Floyd, de forma pouco característica, mostraram o seu sentido de humor com Seamus, um a pseudo-blues com a presença do cão de Steve Marriott (o qual Gilmour estava a tomar conta) a uivar enquanto acompanha a música. Seamus é considerada como uma das piores canções dos Pink Floyd, mas o grupo voltaria a usar sons gravados de animais em Animals.
A última música do álbum é Echoes com os seus 23 minutos de duração. Executada pela primeira vez como Return of the Son of Nothing a 22 de Abril de 1971 em Norwich, a banda passou cerca de seis meses a trabalhar na música em três estúdios (Morgan, AIR e Abbey Road). A composição tem início com o efeito sonoro "ping" de Wright. Echoes foi gravada na quase totalidade nos Air Studios, e terminada em Julho de 1971. Esta música também deu o nome à compilação Echoes: The Best of Pink Floyd, na qual foi incluída uma versão mais trabalhada de Echoes. Nesta compilação, a música passou por várias edições acabando por ser reduzida em sete minutos. Algum do material composto durante a criação de Meddle não foi utilizado; contudo, uma das músicas viria a ser incluída em The Dark Side of the Moon: Brain Damage.

## Capa e contracapa do álbum
O título do álbum, Meddle, é um jogo de palavras: medal (medalha) e to meddle (interferir ou intrometer). Storm Thorgerson, o desenhador da Hipgnosis, sugeriu uma fotografia em grande plano de um ânus de um babuíno para a capa do álbum. No entanto, a banda não concordou e informou-o, com um telefonema, enquanto se encontravam em digressão pelo Japão, que preferiam "uma orelha debaixo de água". A imagem da capa foi fotografada por Bob Dowling, e representa uma orelha, debaixo de água, a receber ondas sonoras (representadas pelas ondulações na água). Thorgerson não gostou da ideia para a capa, e afirmou que era a capa dos álbuns dos Pink Floyd que menos gostava: "Acho que Meddle é um álbum melhor que a sua capa". O colega de Thorgerson, Aubrey Powell partilha da mesma opinião: "Meddle foi uma confusão. Odiei a capa. Acho que não lhe fizemos justiça; é um sentimento misto." O interior da embalagem do álbum contém uma fotografia do grupo.
Meddle foi lançado a 31 de Outubro de 1971 nos Estados Unidos e no Reino Unido. Meddle foi mais tarde comercializado em LP remisturado pelo Mobile Fidelity Sound Lab, e em Abril de 1989 foi lançado no formato CD "Ultradisc" em ouro. O álbum foi incluído na box set Shine On em 2 de Novembro de 1992.
Apesar de no Reino Unido ter chegado ao terceiro lugar, a falta de divulgação por parte da Capitol Records resultou em poucas vendas nos EUA, e apenas alcançou o lugar 70 nas tabelas de vendas. One of These Days foi lançado em 29 de Novembro de 1971 em single nos EUA, com Fearless no lado B. One of These Days e Echoes foram tocadas durante Live At Pompeii (sendo a última dividida em duas partes), e também no In Concert da BBC em 1971. Meddle recebeu o disco de ouro nos EUA a 29 de Outubro de 1973 e a dupla platina em 11 de Março de 1994, na sequência da maior atenção dada nos EUA aos sucessos seguintes da banda.

## Comercialização e crítica
| Críticas profissionais        | Críticas profissionais |
| Avaliações da crítica         | Avaliações da crítica  |
| Fonte                         | Avaliação              |
| ----------------------------- | ---------------------- |
| AllMusic                      | [ 35 ]                 |
| Blender                       | [ 36 ]                 |
| Christgau's Record Guide      | B–                     |
| The Daily Telegraph           | [ 38 ]                 |
| Encyclopedia of Popular Music | [ 39 ]                 |
| The Great Rock Discography    | 8/10                   |
| MusicHound                    | 3/5                    |
| Paste                         | 8.8/10                 |
| Q                             | [ 42 ]                 |
| The Rolling Stone Album Guide | [ 43 ]                 |

Meddle foi lançado a 31 de Outubro de 1971 nos Estados Unidos e no Reino Unido. Meddle foi mais tarde comercializado em LP remisturado pelo Mobile Fidelity Sound Lab, e em Abril de 1989 foi lançado no formato CD "Ultradisc" em ouro. O álbum foi incluído na box set Shine On em 2 de Novembro de 1992.
Apesar de no Reino Unido ter chegado ao terceiro lugar, a falta de divulgação por parte da Capitol Records resultou em poucas vendas nos EUA, e apenas alcançou o lugar 70 nas tabelas de vendas. One of These Days foi lançado em 29 de Novembro de 1971 em single nos EUA, com Fearless no lado B. One of These Days e Echoes foram tocadas durante Live At Pompeii (sendo a última dividida em duas partes), e também no In Concert da BBC em 1971. Meddle recebeu o disco de ouro nos EUA a 29 de Outubro de 1973 e a dupla platina em 11 de Março de 1994, na sequência da maior atenção dada nos EUA aos sucessos seguintes da banda.

### Crítica
Quando foi lançado, Meddle recebeu, na generalidade, críticas positivas. A Rolling Stone, através de Jean-Charles Costa, escreveu: "Meddle não só confirma a presença crescente do guitarrista David Gilmour no grupo, mas também que a banda se encontra no bom caminho", e o NME caracterizou-o de "um álbum excepcionalmente bom". Steve Peterson do Hit Parader referiu Fearless com a melhor música e disse sobre o álbum: "É de certeza o seu melhor trabalho." Ed Kelleher da Circus descreveu-o como "outra obra-prima de um grupo magistral", salientando Fearless como "fascinante" e elogiando Echoes como "um poema musical que permite aos quatro membros do grupo relaxar os seus músculos". Contudo, a Melody Maker mostrou-se mais reservada, descrevendo o álbum como "uma banda sonora de um filme não existente".
Numa análise retrospectiva, Robert Christgau afirmou que Meddle representou uma boa progressão em relação ao trabalho anterior, incluindo canções folk de melodias únicas, embora lamentasse a letra de A Pillow of Winds: "A palavra 'contemplar' ['behold'] não derá nunca mais ser utilizada por eles". Na sua crítica de Echoes, ele acredita que a letra imita Across the Universe dos Beatles, mas numa composição de 23 minutos que flui numa "calma intemporal" semelhante a Interstellar Overdrive. Daryl Easlea da BBC acha que o álbum é uma versão semelhante, mas mais consistente e melodiosa de Atom Heart Mother onde se destaca Echoes, que, diz ele, "domina todo o trabalho" e é "todo ele de rock progressivo; envolvente, inteligente e atraente". Em The New Rolling Stone Album Guide (2004), Rob Sheffield diz que Echoes mostra uns Pink Floyd mais desenvolvidos que anteriormente, "disfarçando os lentas linhas de guitarra com detalhes sonoros produzidos em estúdio que apenas um especialista notaria, e muito menos apreciaria." Stephen Thomas Erlewine editor do site AllMusic, chama a Meddle o melhor álbum dos seus anos de transição que os levaria a The Dark Side of the Moon, pois "grande parte do seu tempo contém texturas sónicas e longas composições, nomeadamente no clássico épico de encerramento, Echoes". Erlewine destaca um "tom uniforme", mas sem estruturas de canções, e salienta o significado do álbum no conjunto do grupo: "Os Pink Floyd eram mestres em texturas, e Meddle é uma das suas grandes viagens a pequenos detalhes, construindo o caminho até ao brilhante Dark Side of the Moon e à era Roger Waters."

## Faixas
| Lado A |                     |                                                         |              |         |  |
| N.º    | Título              | Compositor(es)                                          | Vocais       | Duração |  |
| 1.     | "One of These Days" | David Gilmour, Nick Mason, Roger Waters, Richard Wright | instrumental | 5:57    |  |
| 2.     | "A Pillow of Winds" | Gilmour, Waters                                         | Gilmour      | 5:10    |  |
| 3.     | "Fearless"          | Gilmour, Waters                                         | Gilmour      | 6:08    |  |
| 4.     | "San Tropez"        | Waters                                                  | Waters       | 3:43    |  |
| 5.     | "Seamus"            | Gilmour, Mason, Waters, Wright                          | Gilmour      | 2:15    |  |

| Lado B |          |                                |                 |         |  |
| N.º    | Título   | Compositor(es)                 | Vocais          | Duração |  |
| 1.     | "Echoes" | Gilmour, Mason, Waters, Wright | Wright, Gilmour | 23:29   |  |

## Ficha técnica
Banda
- Richard Wright - piano, órgão, órgão farfisa, vocais
- Roger Waters – baixo, guitarra, violão e vocais
- David Gilmour - guitarra, baixo, acordeon e vocais
- Nick Mason - bateria e percussão

Músicos convidados
- Seamus (o cão de Steve Marriott) - voz em "Seamus"
- Torcida do Liverpool - em "Fearless"

## Citações
"Meddle está entre os meus favoritos. Para mim foi o princípio da caminhada do Pink Floyd"
- David Gilmour – Rádio Australiana, Fevereiro de 1988